# Berylmys bowersi
Berylmys bowersi es una especie de roedor de la familia Muridae. Es conocido vulgarmente como Rata de dientes blancos de Bower.

## Distribución geográfica
Se encuentra sólo en China, India, Indonesia, Laos, Malasia, Birmania, Tailandia, y Vietnam.